# المغاربة في السويد
هجرة المغاربة إلى السويد هي جزء من الهجرة المغربية إلى أوروبا الغربية التي يعود تاريخها إلى بداية الستينيات من القرن الماضي، حيث كان الوضع الاقتصادي والاجتماعي في المغرب معقدا للغاية. وكان التفاوت في الدخل في المنطقة جد كبير، وغير متوازن للغاية، كما توزيع الدخل الفردي ومعدلات البطالة في الريف كانت مرتفعة. الجالية المغربية اليوم، في المرتبة 10 أكبر أقلية من المجموعات الإثنية في السويد [بحاجة لمصدر] ، ويُعد المجتمع السويدي مجموعة من السكان متعددة الأعراق جدا حيث السكان من ذوي الخلفيات الأجنبية تشكل 21٪ من إجمالي عدد السكان [بحاجة لمصدر] .

## الهجرة إلى السويد
لم تكن السويد الوجهة الرئيسية للمغاربة المهاجرين مقارنة مع دول أخرى مثل فرنسا وهولندا، حيث يمثل المهاجرون من المغرب أكبر مجموعة ضمن السكان المهاجرين عموما. يتجلى حوالي نصف عقد من هجرة العمال المغاربة إلى السويد، أي بين عامي 1966 و1973. ومنذ ذلك الحين تتابع تدفق صغير لكنه ثابت من الالتحاق الأسري، وذلك يتكون أساسا من الزوجات والآباء والأمهات المسنين أيضا، بمتوسط سنوي من 1100 شخص [بحاجة لمصدر]. بحلول عام 2003، وصل هذا العدد إلى 63,000. من هذه المجموعة ولدوا 54٪ في المغرب و46٪ ولدوا في السويد، وهم أعضاء من الجيل الثاني [بحاجة لمصدر].

## العمل والنجاح
في بداية سنوات الهجرة، نشأ معظم المغاربة المهاجرين إلى السويد المناطق الريفية في المغرب، وكانوا يعملون في صناعات الخدمات مثل أعمال البناء والتنظيف، والقيادة. كانت هناك مؤشرات تدل على تغير في الظروف الاقتصادية والاجتماعية للمغاربة في السويد في العقد الماضي. وفقا لبحث أجري من قبل الاتحاد المغربي للشباب في السويد بحلول عام 2000، بلغ العدد الإجمالي لأرباب العمل المغربيون 3.095، [بحاجة لمصدر] وهو ما يشكل 0.5٪ من جميع الشركات الصغيرة والمتوسطة في السويد. العدد الحالي من العاملين في الشركات المغربية في السويد هو 4 9,500، [بحاجة لمصدر] في حين أن نصف هذه الشركات هي عبارة عن فندق أو مطعم.[بحاجة لمصدر] . وعلاوة على ذلك، هناك زيادة نسبية في الحضور الجامعي بين أعضاء الجيل الثاني من الجالية المغربية، على الرغم من أن المغاربة لا تزالون تحتلون مرتبة جد متدنية بين المجموعات المهاجرة في السويد فيما يتعلق التحصيل العلمي.

## مدن ذات تجمعات مغربية مهاجرة مهمة
[بحاجة لمصدر]
- مالمو : 8.057
- ستوكهولم : 4.556
- غوتنبرغ : 2.112
- أوبسالا : 2.025
- فيستيروس : 1.090

## اللجوء
اعتبارا من عام 2007، تقدم 75 شخصا من المغاربة بالتقدم بطلب للحصول على حق اللجوء في السويد [بحاجة لمصدر] .